# バック・トゥ・ザ・ワールド
『バック・トゥ・ザ・ワールド』（Back to the World）は、カーティス・メイフィールドが1973年に発表したスタジオ・アルバム。ビルボードのR&Bアルバム・チャートで1位を記録した。

## 概要
1973年1月27日にパリでベトナム和平協定が結ばれ、南ベトナムからアメリカ軍が撤退を始めた頃に『バック・トゥ・ザ・ワールド』は制作された。「The World」はアメリカ陸軍兵士の隠語であり、戦地にいる兵士たちはベトナム以外の土地をひとくくりに「世界」と呼んでいた。メイフィールドはこれをふまえてベトナム帰還兵の問題に正面から取り組み、表題曲の「バック・トゥ・ザ・ワールド」を書いた。
レコーディングはシカゴのカートム・スタジオで行われた。メイフィールドが全曲作詞作曲し、アルバムのプロデュースも行った。編曲はリチャード・トゥーフォ。エンジニアはロジャー・アンフィンセン。ジャケットの絵はゲイリー・ウォルコウィッツが描き、アート・ディレクションはグレン・クリステンセンが担当した。
1973年5月に発売され、同年7月、ビルボードのR&Bアルバム・チャートの1位を2週間にわたり記録した。またビルボードのポップ・アルバム・チャートでも16位を記録するなど大ヒットとなった。

## 収録曲
Side 1
1. バック・トゥ・ザ・ワールド - Back to the World - 6:48
2. フューチャー・ショック  - Future Shock - 5:24
3. ライト・オン・フォー・ザ・ダークネス - Right on for the Darkness - 7:30

Side 2
1. イフ・アイ・ワー・オンリー・ア・チャイルド・アゲイン - If I Were Only a Child Again - 2:53
2. キャント・セイ・ナッシン  - Can't Say Nothin'  - 5:20
3. キープ・オン・トリッピン - Keep on Trippin'  - 3:16
4. フューチャ－・ソング - Future Song (Love a Good Woman, Love a Good Man) - 5:00